# Haldenwang (Landkreis Oberallgäu)

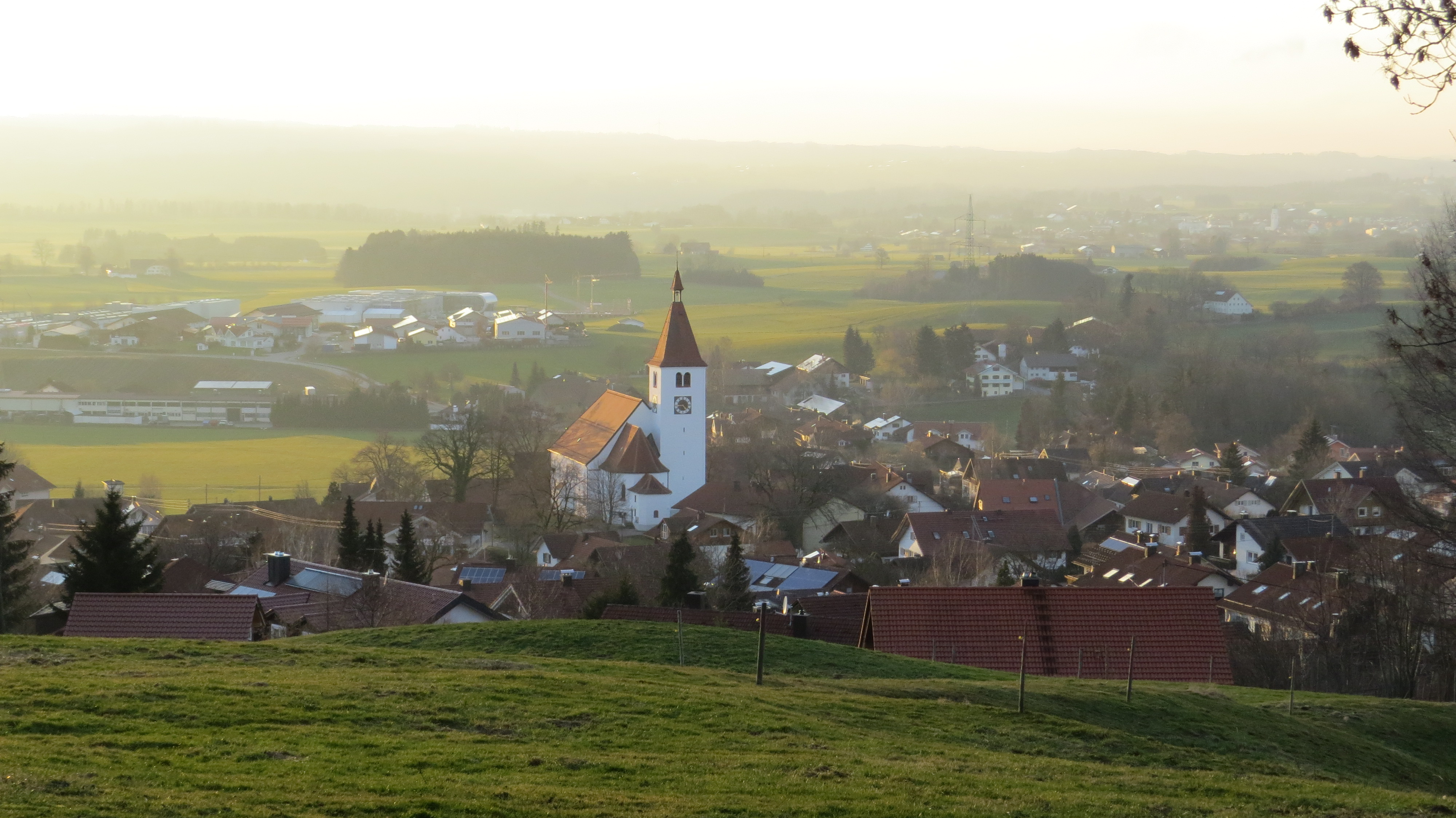
Haldenwang von Osten

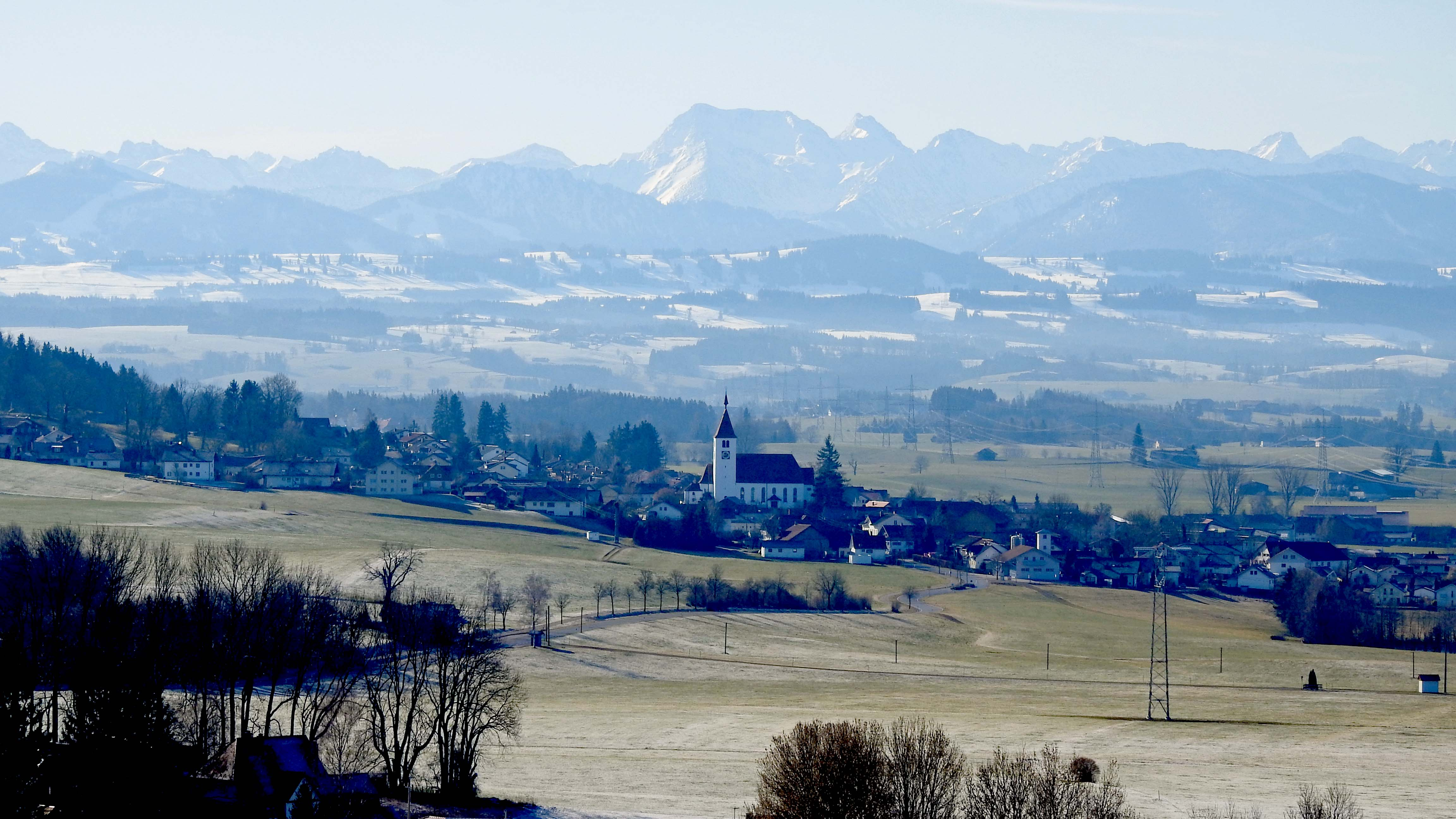
Haldenwang von Norden mit Gaishorn

Haldenwang ist eine Gemeinde im schwäbischen Landkreis Oberallgäu.

## Geografie

### Lage
Die Gemeinde liegt in der Region Allgäu am östlichen Rande des Illertales. Die Pfarrkirche liegt 752 m ü. NHN. Noch 150 Höhenmeter höher erhebt sich ein Höhenzug im Osten. Die Iller und der Illergletscher haben im Laufe der Erdgeschichte die Landschaft gestaltet.

### Gemeindegliederung
Es gibt 36 Gemeindeteile (in Klammern ist der Siedlungstyp angegeben):
- Angerhof (Einöde)
- Berg (Einöde)
- Bischlags (Einöde)
- Blumenried (Einöde)
- Bocksberg (Einöde)
- Börwang (Kirchdorf)
- Dickenbühl (Einöde)
- Einöde (Weiler)
- Fleschützen (Dorf)
- Grund (Weiler)
- Haldenwang (Pfarrdorf)
- Haslach (Einöde)
- Hinterkindberg (Weiler)
- Höfen (Einöde)
- Hojen (Dorf)
- Koneberg (Weiler)
- Neuburg (Weiler)
- Oberwengen (Weiler)
- Ottisried (Weiler)
- Pfaffenhofen (Dorf)
- Priors (Einöde)
- Seebach (Dorf)
- Staudach (Weiler)
- Steig (Weiler)
- Stielings (Weiler)
- Stoßberg (Weiler)
- Straß (Einöde)
- Unkraut (Einöde)
- Unterwengen (Weiler)
- Vocken (Weiler)
- Vögelesmühle (Einöde)
- Vorderkindberg (Weiler)
- Wagegg (Einöde)
- Woldang (Weiler)
- Wörth (Weiler)
- Wuhr (Einöde)

Das Gemeindegebiet besteht nur aus der Gemarkung Haldenwang.

## Geschichte

### Bis zur Gemeindegründung
Der Ortsname leitet sich aus den althochdeutschen Wörtern halda (Abhang) und wang (Gefilde) ab. Das Illertal war schon zur Römerzeit dicht besiedelt. Wahrscheinlich bestanden damals schon Siedlungen am Ostrand des Tales, zudem war es zur Stadt Cambodunum nicht weit. Im frühen Mittelalter saßen auf der Burg Wagegg Lehensmänner des Klosters Ottobeuren, in späterer Zeit waren es Ministeriale des Fürststiftes Kempten. 1180 ist ein Ritter Walther von Wagegg verzeichnet, 1374 ein Ritter von Schellenberg und Wagegg und 1468 ein Ritter Caspar von Laubenberg und Wagegg. Vor 1800 war Haldenwang Sitz eines Oberen und Unteren Gerichts der gleichnamigen Herrschaft und gehörte dem Freiherrn von Freyberg-Eisenberg. Mit der Rheinbundakte 1806 kam der Ort zu Bayern. Im Jahr 1818 wurde die Gemeinde gegründet.
Bis zur Gebietsreform gehörte Haldenwang zum Landkreis Kempten. Dieser wurde am 1. Juli 1972 aufgelöst.

### Einwohnerentwicklung
| Jahr      | 1961 | 1970 | 1987 | 1991 | 1995 | 2000 | 2005 | 2010 | 2015 | 2020 |
| --------- | ---- | ---- | ---- | ---- | ---- | ---- | ---- | ---- | ---- | ---- |
| Einwohner | 1746 | 2086 | 2726 | 2845 | 3107 | 3474 | 3698 | 3684 | 3755 | 3850 |

Zwischen 1988 und 2018 wuchs die Gemeinde von 2731 auf 3780 um 1049 Einwohner bzw. um 38,4 %.

## Politik

### Bürgermeister
Erster Bürgermeister ist seit dem 1. Mai 2014 Josef Wölfle (CSU); er wurde am 15. März 2020 mit 86,04 % der Stimmen für weitere sechs Jahre gewählt.

### Gemeinderat
Die Wahl am 15. März 2020 hatte folgendes Ergebnis:
- Freie Wähler: 7 Sitze (40,29 %)
- CSU: 6 Sitze (39,68 %)
- Bündnis 90/Die Grünen: 3 Sitze (20,03 %).

Die Wahlbeteiligung betrug 63,95 %.

### Wappen
| Wappen von Haldenwang (Landkreis Oberallgäu) | Blasonierung: „Gespalten; vorne in Schwarz eine goldene Rosette, hinten geschacht von Silber und Rot.“ |
| Wappen von Haldenwang (Landkreis Oberallgäu) | Wappenbegründung: Die goldene Rosette ist dem Wappen des Klosters Ottobeuren entnommen und weist auf die bis in karolingische Zeit zurückreichenden Beziehungen des Klosters zur Gemeinde Haldenwang hin. Das Kloster hatte das Kirchenpatronat inne, 1034 wurde die Pfarrei inkorporiert. Das Silber-Rot-Schach stammt aus dem Wappen der Herren von Wagegg, die um 1170 erstmals erwähnt werden und Ministerialen des Fürststifts Kempten waren. Die Herrschaft Wagegg zählte zu den umfangreichsten und wichtigsten Herrschaften. Zu ihr gehörten unter anderem die Burg sowie die Gerichte in Haldenwang und Börwang. Nach dem Aussterben der Adelsfamilie 1374 kam es zu mehrfachem Besitzwechsel der Herrschaft Wagegg, bis sie 1581 wieder an das Fürststift Kempten kam. Dieses Wappen wird seit 1972 geführt. |

## Sehenswürdigkeiten
- Pfarrkirche St. Theodor und Alexander
- Leonhardikapelle in Börwang
  - Leonhardiritt am Patrozinium (6. November)
- Burgruine Wagegg
- Kriegerdenkmal

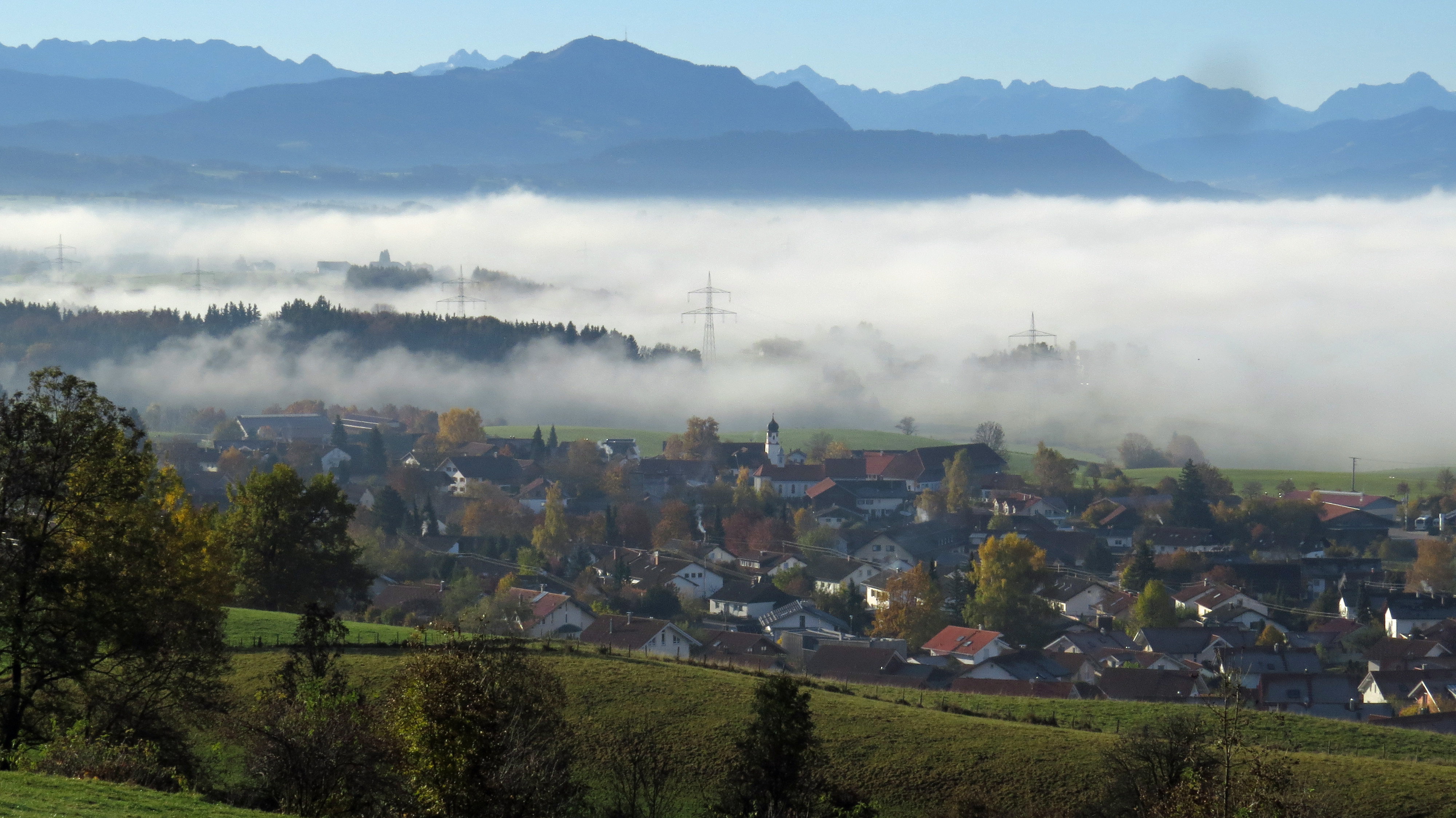
Börwang mit Allgäuer Alpen
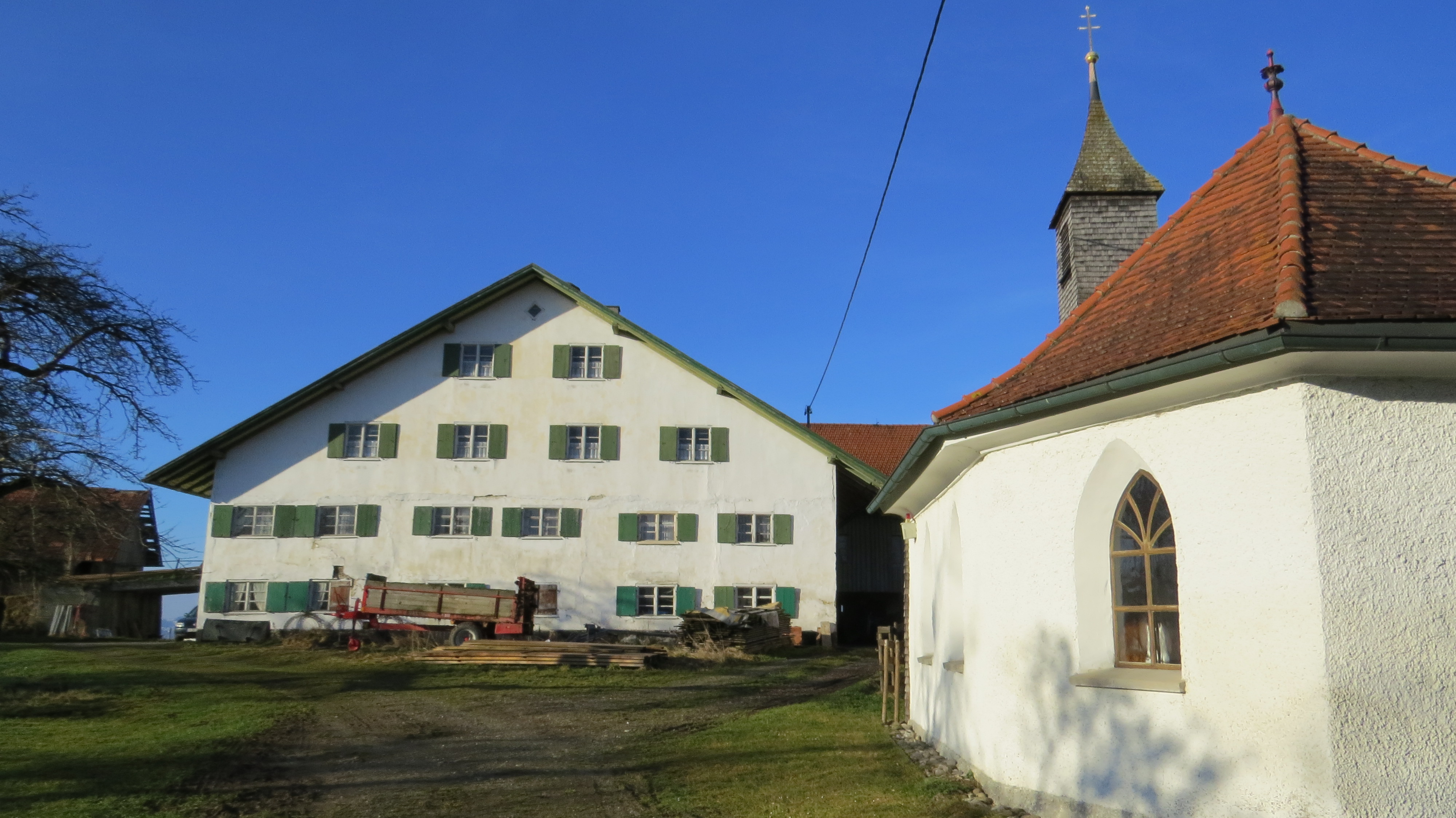
Fleschützen
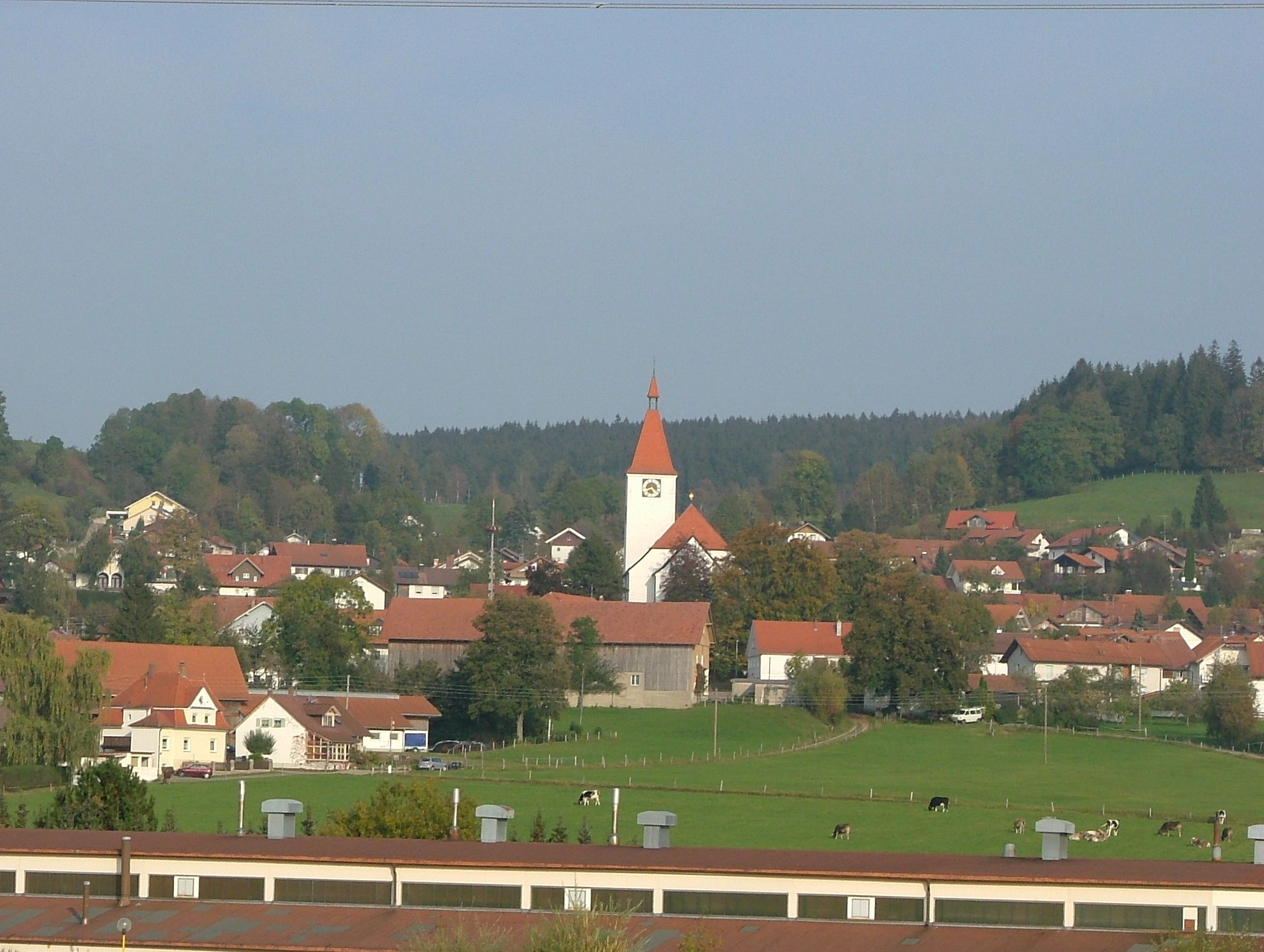
Haldenwang im Allgäu
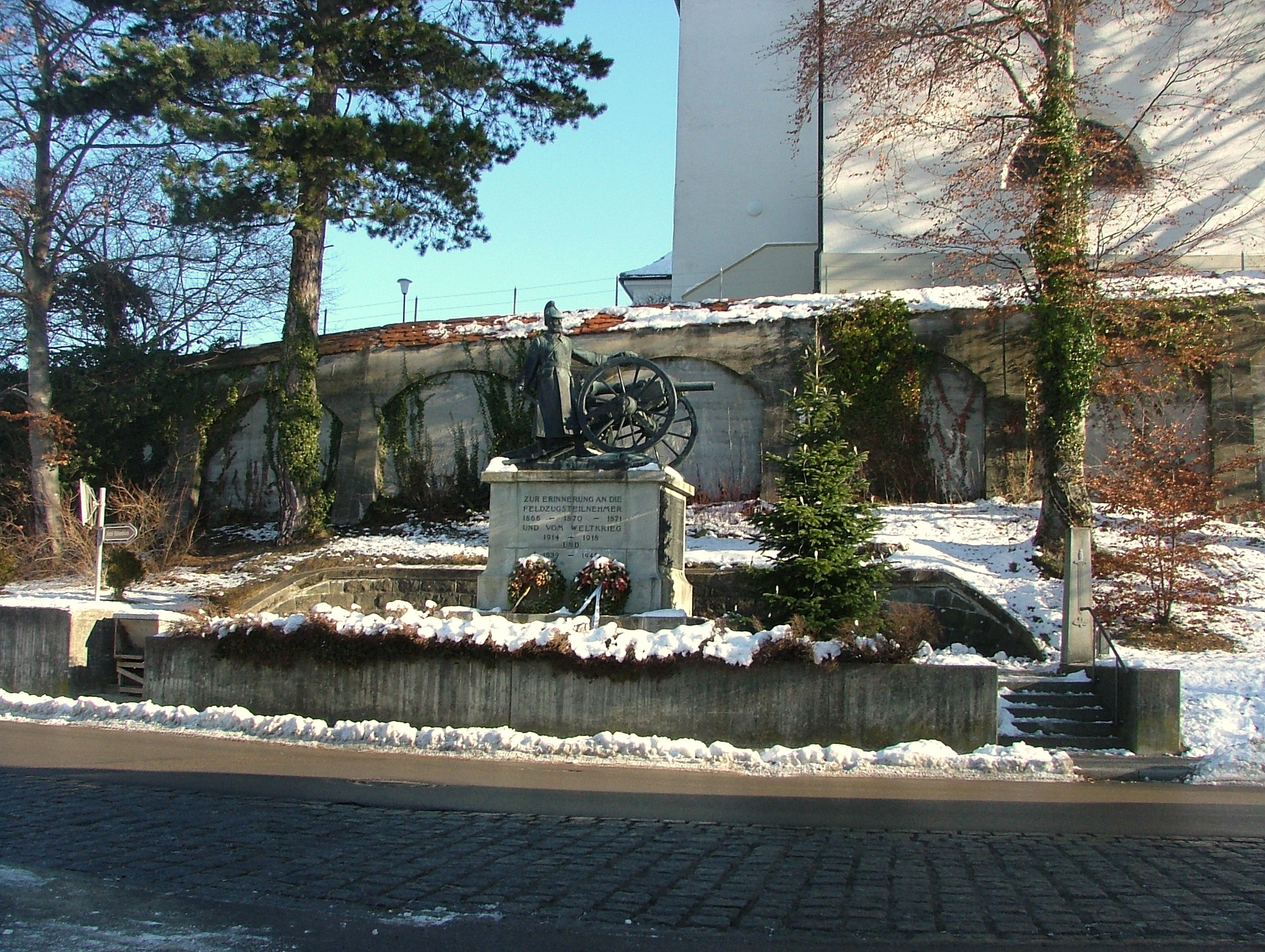
Kriegerdenkmal an der Hauptstraße
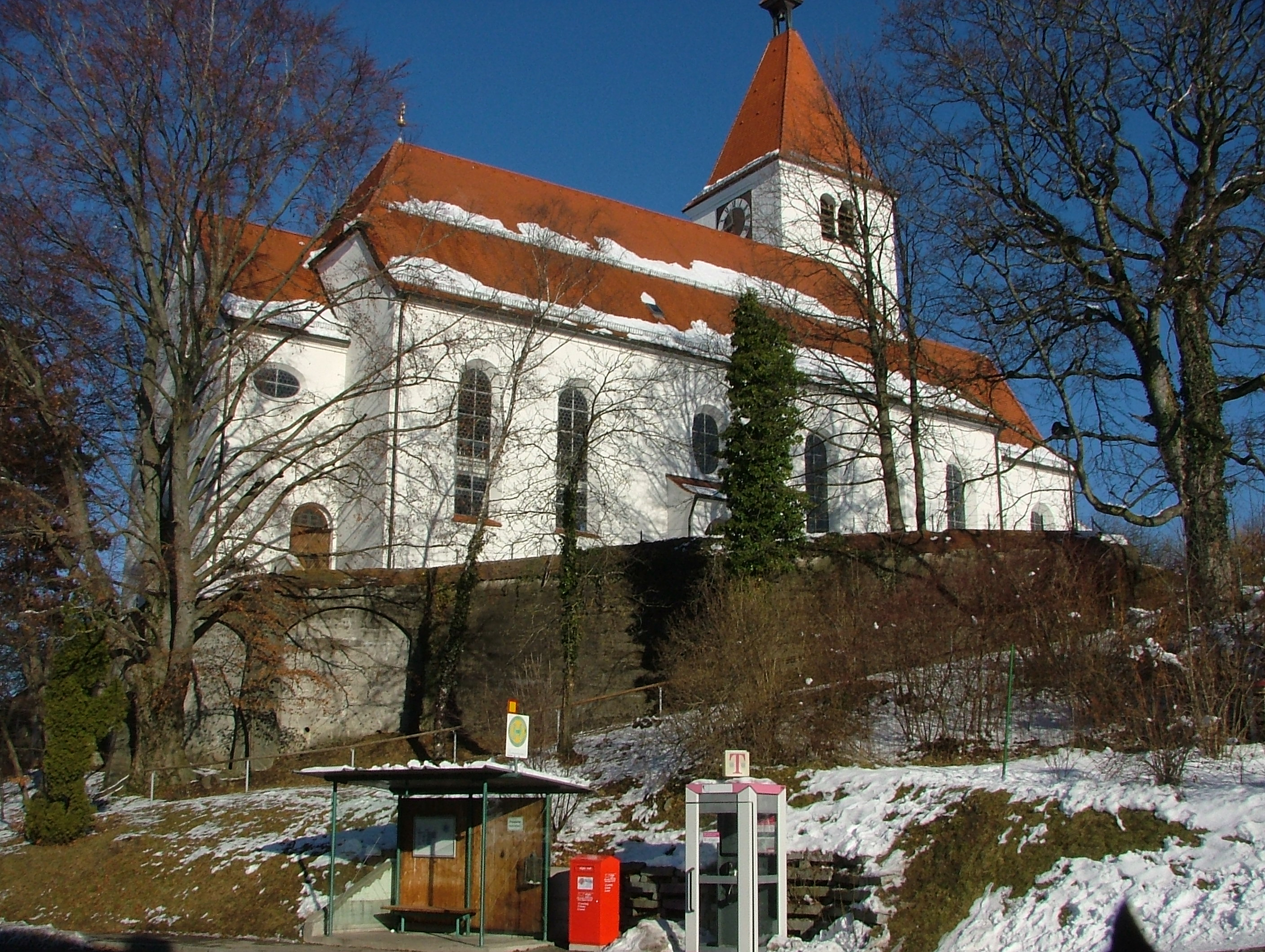
Pfarrkirche

## Wirtschaft und Infrastruktur

### Wirtschaft einschließlich Land- und Forstwirtschaft
Im Jahr 2021 gab es nach der amtlichen Statistik im Bereich der Land- und Forstwirtschaft 17, im produzierenden Gewerbe 1094 und im Bereich Handel und Verkehr 167 sozialversicherungspflichtig Beschäftigte am Arbeitsort. In sonstigen Wirtschaftsbereichen waren am Arbeitsort 190 Personen sozialversicherungspflichtig beschäftigt. Sozialversicherungspflichtig Beschäftigte am Wohnort gab es insgesamt 1657. Im verarbeitenden Gewerbe gab es fünf, im Bauhauptgewerbe zehn Betriebe. Zudem bestanden im Jahr 2020 37 landwirtschaftliche Betriebe mit einer landwirtschaftlich genutzten Fläche von 1269 ha. Mit Abstand wichtigster Arbeitgeber im nördlichen Oberallgäu ist die Firma MAHA Maschinenbau Haldenwang, sie stellt Anlagen zur Prüf- und Sicherheitstechnik von Kraftfahrzeugen her.

### Bildung
Es gibt folgende Einrichtungen (Stand: 2022):
- 3 Kindergärten: 199 Kindergartenplätze und 175 betreute Kinder
- 1 Volksschule: 13 Lehrerkräfte und 197 Schülerinnen und Schüler

## Persönlichkeiten
- Johann Georg Hiltensperger (1806–1890), Historienmaler und Professor an der Akademie der Bildenden Künste München